# Улица Маза Матиса
Улица Ма́за Ма́тиса (латыш. Mazā Matīsa iela — «Малая Матвеевская») — улица в Латгальском предместье города Риги. Относится к району Дарзциемс, хотя исторически и территориально тяготеет к районам Авоты и Латгале, у границ которых расположена.
Начинается от развилки улиц Матиса и Виеталвас у железнодорожного переезда через линию Рига — Земитаны, пролегает в южном и юго-восточном направлении и заканчивается тупиком у железнодорожной платформы «Вагону паркс» и Центральной Рижской тюрьмы. С другими улицами не пересекается.

## История
Современная улица Маза Матиса сложилась из двух участков, стыкующихся там, где улица делает поворот к юго-востоку. Участок, пролегающий в меридиональном направлении, является частью трассы улицы Лаувас, проложенной в третьей четверти XIX века. Согласно первоначальному проекту, улица Лаувас (рус. Львиная улица, нем. Löwen Strasse) должна была продолжаться на север до Александровской улицы (ныне улица Бривибас). Однако, поскольку северная и южная части оказались разделены Риго-Динабургской и Мюльграбенской железнодорожными линиями, то в 1885 году северная часть была выделена в самостоятельную Пярнускую улицу (ныне улица Пернавас). Улица Маза Матиса, составляющая небольшую среднюю часть, до середины XX века считалась частью улицы Лаувас.
Участок современной улицы, пролегающий вдоль железнодорожной линии, возник как дорога к Центральной тюрьме (латыш. Rīgas Centrālcietums), построенной в 1905 году, и в 1920-е годы получил название Centrālcietuma iela, а в 1927 году — нынешнее название Mazā Matīsa iela.
С 1952 по 1990 год, когда в Латвийской ССР «большая» улица Матиса была переименована в улицу Револуцияс, улица Маза Матиса называлась улицей Матиса.

## Транспорт
Общая длина улицы Маза Матиса — 419 метров. На всём протяжении асфальтирована, имеет две полосы движения (по одной в каждом направлении). Ширина проезжей части составляет 6 метров. Вдоль чётной стороны улицы проложен асфальтированный тротуар. Общественный транспорт по улице Маза Матиса не курсирует.
В конце улицы находится остановочный пункт пригородных поездов «Вагону паркс» (в направлении центрального вокзала). Имеется пешеходный мост для перехода к улице Лаувас и к поездам противоположного направления.
В рамках строительства железнодорожной линии Rail Baltica планировалось соединение улиц Лаувас, Маза Матиса и Пернавас воедино посредством виадука, однако из-за сложности и дороговизны было решено вместо этого построить тоннель в ином месте — между улицами Резнас и Пилдас. При этом существующий пешеходный мост между улицами Маза Матиса и Лаувас планируется реконструировать в современный пешеходно-велосипедный путепровод.

## Примечательные объекты
- Бо́льшую часть нечётной стороны улицы занимает кладбище Матиса (ул. Маза Матиса, 1), в глубине территории которого расположена часовня (дом № 1C).
- Дом № 2 — водонапорные башни-«близнецы», в народе называемые Анна и Жанна[9]. Построены в 1897—1899 годах для водоснабжения Московского предместья по проекту немецкого архитектора Отто Интце, инженер-строитель Рудольф Фриш[10]. В настоящее время башни по своему изначальному назначению не используются. Признаны памятником архитектуры государственного значения[11].
- Дома № 3 и 5 — комплекс зданий Рижской Центральной тюрьмы, включая административные и вспомогательные (1902—1905, архитектор Эдгар Фризендорф; впоследствии реконструирован и дополнен).
- Дом № 4 — павильон железнодорожного остановочного пункта «Вагону паркс».

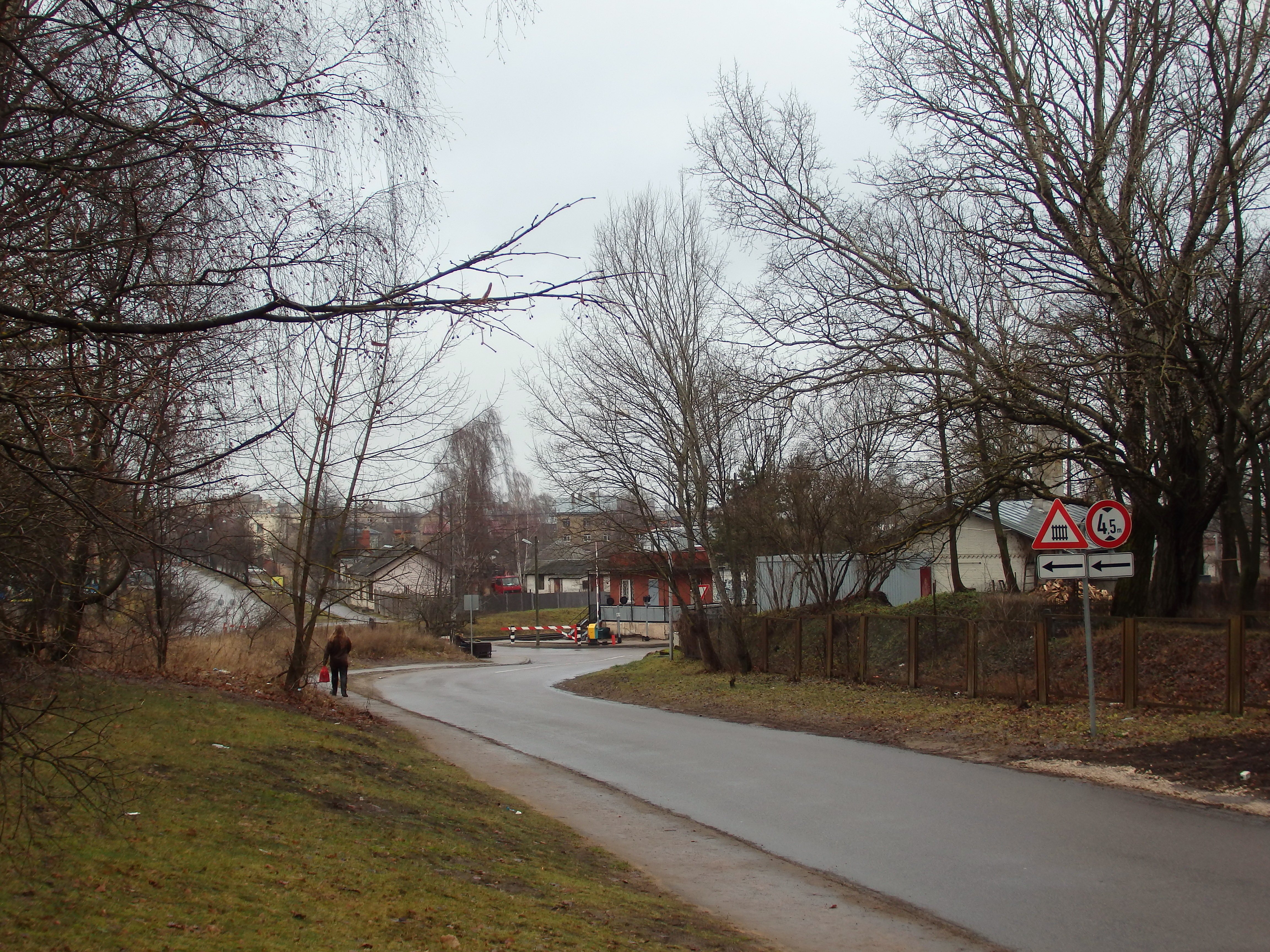
Начало улицы
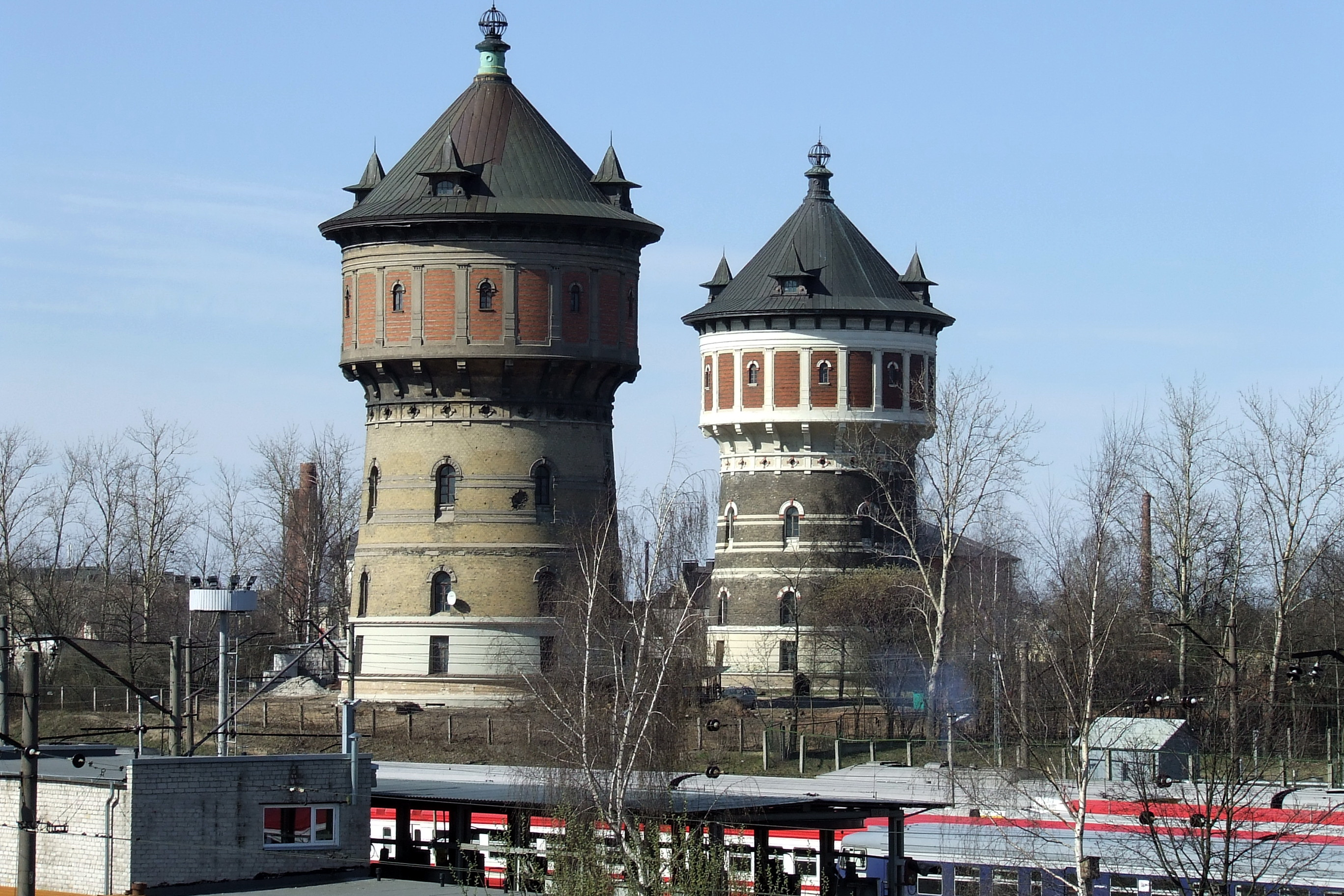
Дом № 2
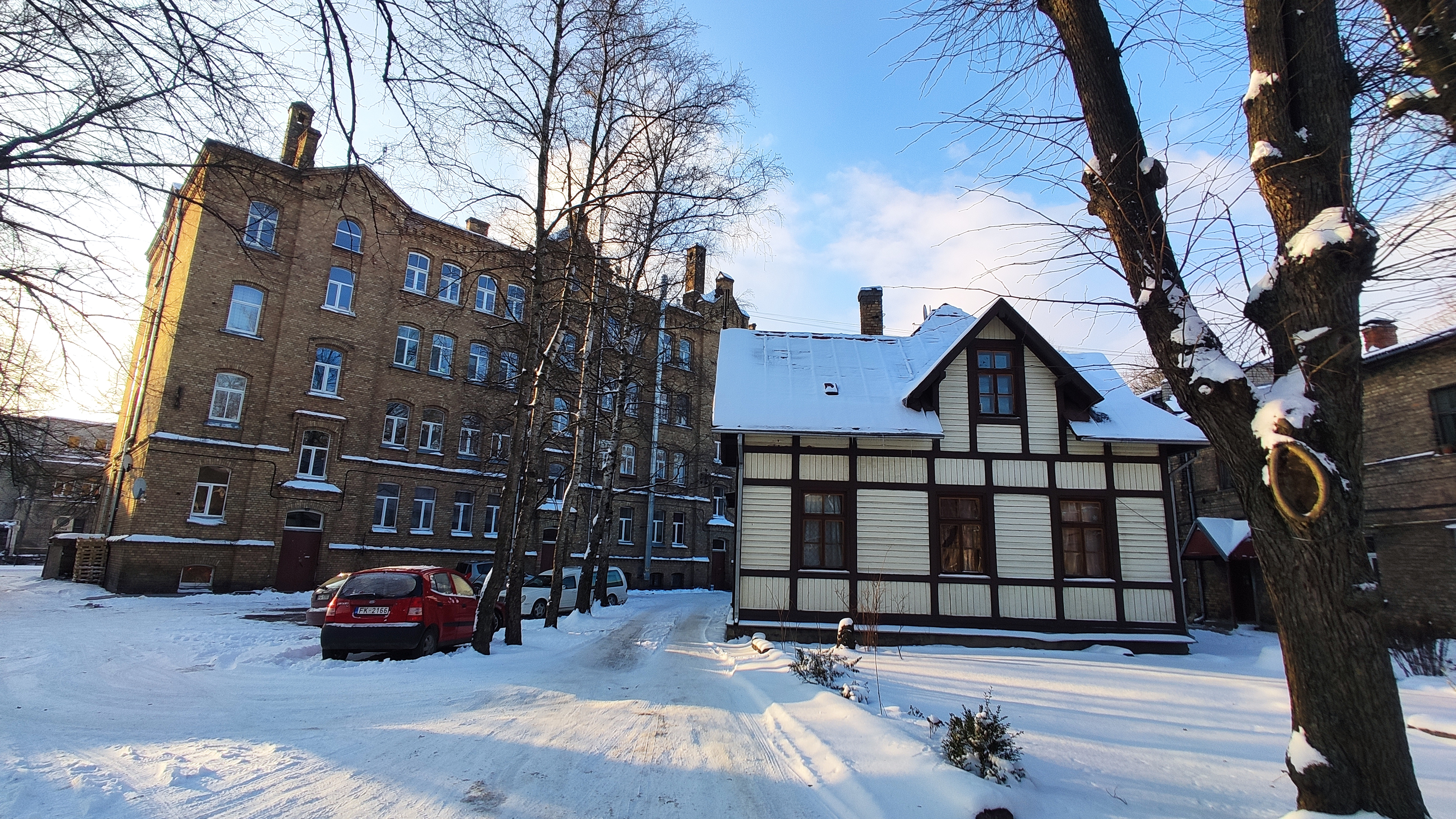
Дома № 3 и 3B
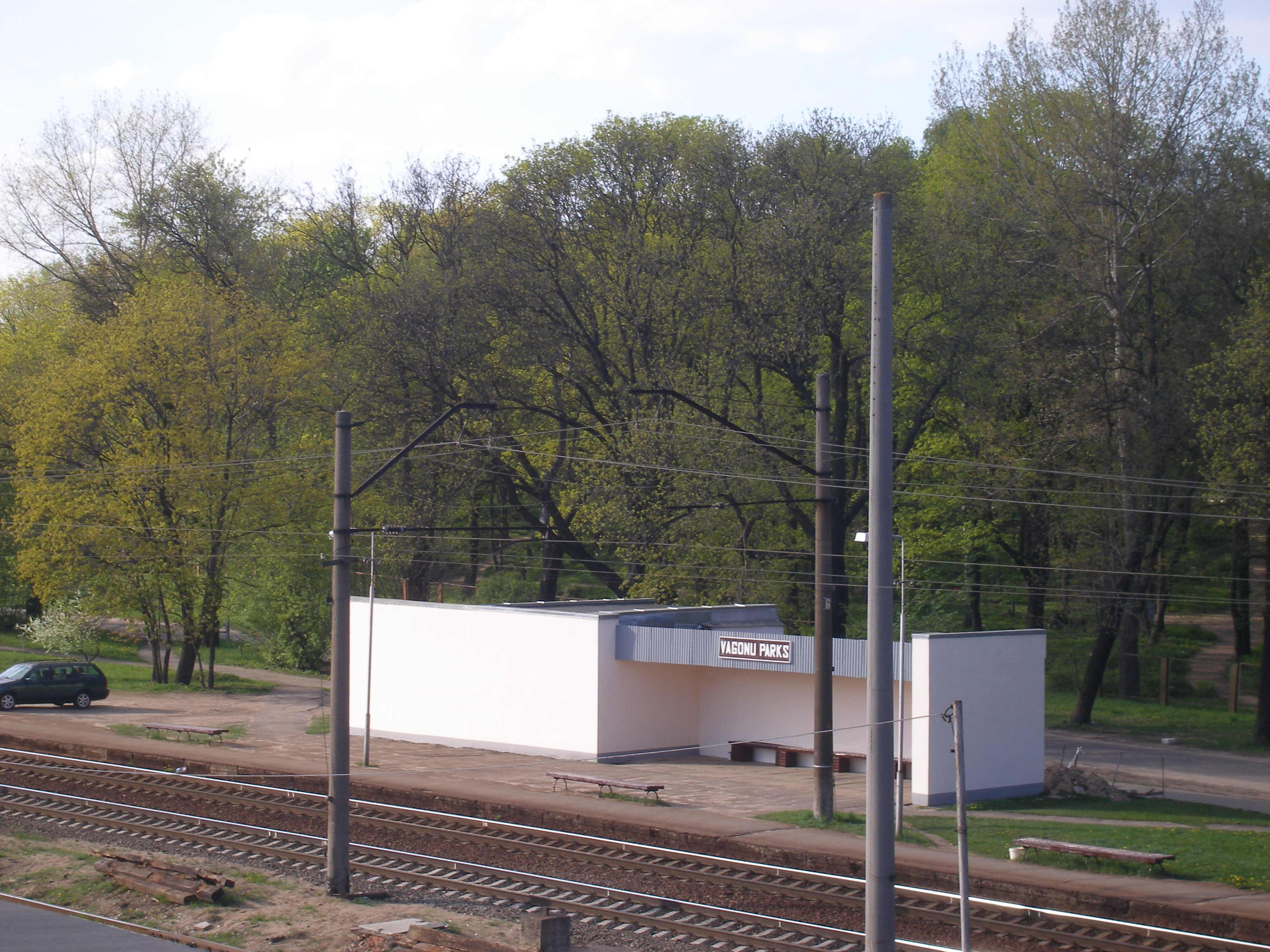
Дом № 4